# Haus Hall (Ratheim)

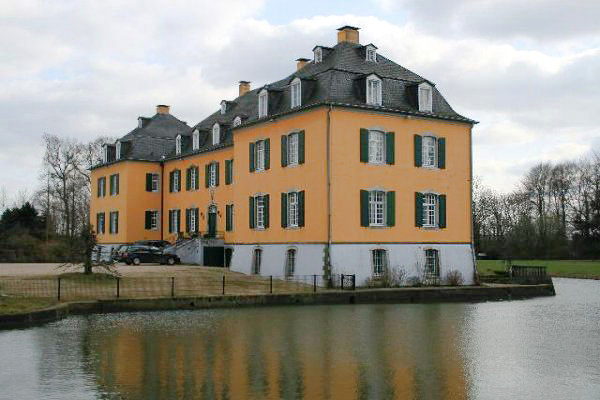
Haus Hall, Ansicht des Herrenhauses von Norden

Das Haus Hall ist ein schlossähnlicher Herrensitz am südlichen Rand des Hückelhovener Stadtteils Ratheim. Das einstige Rittergut war einer von insgesamt zehn Gutshöfen in und um Ratheim, von denen nur noch zwei erhalten sind.
Die Wurzeln des Anwesens liegen in einer mittelalterlichen Wasserburg, die spätestens ab dem 15. Jahrhundert ein Heinsberger Lehen war. Seit Beginn des 16. Jahrhunderts war die Familie Olmissen alleinige Besitzerin der Burg und blieb dies für rund drei Jahrhunderte. Über eine Erbtochter kam die Anlage an die Familie Spies von Büllesheim, die heute noch Eigentümerin ist.
Der gesamte Baukomplex steht seit dem 11. November 1982 unter Denkmalschutz.

## Beschreibung

Lageplan der Anlage

Haus Hall ist eine zweiteilige, wasserumwehrte Anlage, bestehend aus einem Herrenhaus und einer Vorburg, die von einem großen Park im englischen Stil umgeben ist.
Das Herrenhaus ist ein schlichter, zweigeschossiger Putzbau mit hohem Sockelgeschoss. Er ist an drei Seiten von einem Weiher umgeben, der von der Silberquelle gespeist wird. Sein Mittelbau ist durch flachbogige Fenster mit Hausteingewänden in fünf Achsen unterteilt und stammt im Kern von 1785. Dem Mittelteil schließen sich östlich und westlich zwei kurze pavillonartige Seitenflügel auf nahezu quadratischem Grundriss an. Bei ihnen handelt es sich um Bauten vom Beginn des 20. Jahrhunderts. Die zwei Geschosse der an allen Seiten zweiachsigen Gebäude sind von einem Mansardzeltdach abgeschlossen, während der Mittelbau ein mit Schieferschindeln gedecktes Mansarddach besitzt. In der Mittelachse des Herrenhauses findet sich in der zur Vorburg ausgerichteten Seite das schlichte Portal des Hauses, zu dem eine Freitreppe aus Blaustein führt. Darüber findet sich das Wappen der Familie Olmissen. Im Inneren, schon im 19. Jahrhundert zum ersten Mal umgebaut, weist das Haupthaus nur noch wenig Originalausstattung auf. Dazu zählen einige geschnitzte Holztüren aus dem 18. Jahrhundert.

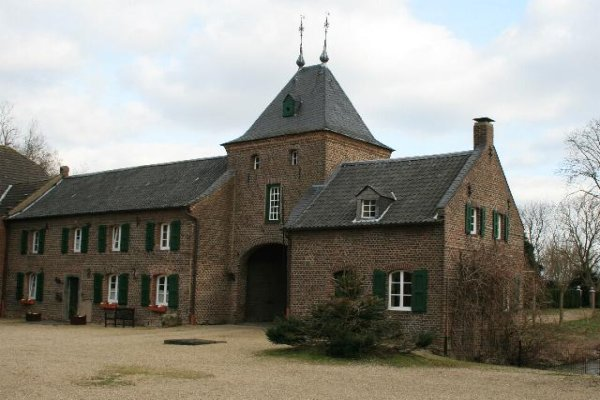
Ostflügel der Vorburg

Nördlich des Herrenhauses liegt die dreiflügelige Vorburg in Form eines Hufeisens, deren Trakte mit Satteldächern aus dem 18. und 19. Jahrhundert stammen und einen Innenhof umrahmen. Früher war sie von einem eigenen Wassergraben umgeben und vom Herrenhaus durch einen weiteren Graben getrennt, doch diese sind heutzutage zugeschüttet. Der nordseitige Mittelflügel ist eine Scheune, die 1828 einen älteren Fachwerkbau ersetzte. Die zweigeschossigen Ost- und Westflügel aus Backstein weisen jeweils einen gleichartig gestalteten, überhöhten Torbau mit korbbogigen Tordurchfahrten auf. Ihre hohen Walmdächer werden auf den Firstecken von hohen Dachknäufen mit Wetterfahnen bekrönt. Hofseitig finden sich an beiden Seitenflügeln eiserne Maueranker in Form der Jahreszahlen 1769 und 1782. Im östlichen Wirtschaftstrakt findet sich zudem eine kleine Hauskapelle.

## Geschichte
Die Bezeichnung „Hall“ dürfte auf das althochdeutsche Wort „hala“ für „Decke, Dach, Schutz und Schirm“ zurückgehen und möglicherweise ein festes Gebäude beschreiben. Im Mittelalter war Haus Hall der Sitz eines gleichnamigen Adelsgeschlechts, von dessen Mitgliedern 1248 zuerst ein Gottfried von Hall urkundlich genannt wird. Von 1262 bis 1269 war es Besitz des Wilhelm von Hall, genannt Schilling. Diese ritterständige Familie blieb bis in das 14. Jahrhundert Besitzerin. Nach deren Aussterben kam das Anwesen an Johann von Loen, Herrn zu Heinsberg und Löwenburg. Im Jahr 1402 waren Contze und Adam von Fischenich Aufsitzer, die das Haus als Heinsberger Lehen erhalten hatten. Per Erbschaft kam der Besitz an die Familien Beissel von Gymnich und Olmissen, genannt Mülstroe. 1505 erhielt Johann, Sohn des Ludwig von Olmissen und seiner Frau Elisabeth von Kinzweiler, die Belehnung für den Anteil seiner Familie am Haus Hall. Zwei Jahre später erwarb er die andere Hälfte des Anwesens von den Beissel von Gymnich und erhielt 1510 durch Werner von Palant, dem Amtmann von Wassenberg, die Gesamtbelehnung. Im Besitz seiner Familie blieb das Haus – mit kleinen Unterbrechungen durch Heirat und Teilung – bis zum Ende des 18. Jahrhunderts. Weil Johann der protestantischen Religion zugetan war, gewährte er längere Zeit dem bedeutendsten Prediger der Täufer, Johann Campanus, auf Hall Obdach und trat kurz vor seinem Tod selbst zum Protestantismus über. Nach seinem Tod 1541 teilten seine drei Söhne, die aus Johanns Ehe mit Agnes von Buschfeld hervorgegangen waren, das Erbe untereinander auf. Der Älteste, Heinrich, erhielt das Haus ter Hallen. Ihm folgte später sein zweitgeborener Sohn mit gleichem Namen. Heinrich der Jüngere hinterließ aus seiner Ehe mit Elisabeth von Byren nur zwei Töchter, sodass mit ihm die männliche Linie der Familie auf Haus Hall erlosch.

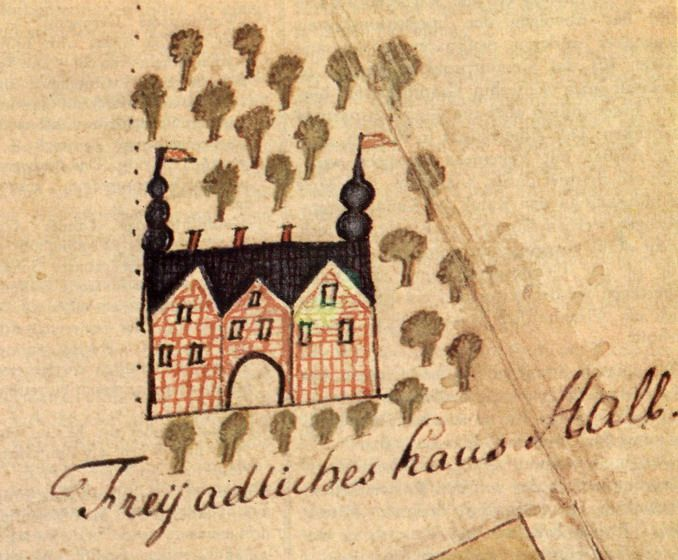
Abbildung des Hauses Hall auf einer Karte von 1702

Durch Verkauf gelangte der Herrensitz 1631 an Johann von Mülstroe und nach seinem Tod 1634 an seinen Bruder Wilhelm, dem 1644 sein Sohn Gerhard nachfolgte. Im Jahr 1760 erhielt Karl Johann Ludwig von Mülstroe die Belehnung. Da er jedoch in französischen Diensten stand und sich deshalb meist in Frankreich aufhielt, wohnte an seiner statt sein Bruder Gerhard Kaspar Edmund auf Haus Hall. Dieser wurde 1770 Lehnsnehmer und ließ das damals vorhandene gotische Wohnhaus 1785 durch einen klassizistischen Neubau ersetzen. Kaspars einziges Kind aus seiner Ehe mit Maria Anna von Groß war seine Tochter Franziska Maria Anna Sybilla Charlotte. Beim Tod ihres Vaters im Jahr 1794 erbte sie den gesamten Besitz und brachte ihn an ihren Ehemann Emmerich Joseph Bruno Anton Raitz von Frentz zu Kellenberg, den sie 1788 geheiratet hatte. Über die Tochter des Paares, Karoline Anna Hubertine, kam Haus Hall an deren Mann, den königlichen Kammerherrn und Landrat des Kreises Mülheim am Rhein, Ludwig Joseph Fortunatus Ignatius Spies von Büllesheim, dessen Nachfahren noch Eigentümer sind. Ludwig Josephs Enkelsohn Adolf ließ das Herrenhaus 1904 durch zwei kurze Flügelbauten im Stil des Neobarocks erweitern und gab ihm damit sein heutiges Aussehen.
Im Zweiten Weltkrieg nutzte ein Stab der deutschen Wehrmacht Haus Hall als Quartier, ehe das Anwesen nach Kriegsende durch amerikanische Truppen beschlagnahmt wurde, die es kurze Zeit später an die britische Besatzungsmacht gaben. Diese richtete dort die zentrale Verwaltung für die Landkreise Erkelenz und Geilenkirchen-Heinsberg ein, ehe das Gebäude nach Abzug der ausländischen Soldaten als Heim für sozial gefährdete Mädchen genutzt wurde. Anschließend beherbergte Haus Hall einen Stab der Bundeswehr. Nachdem dieser aus dem Herrenhaus ausgezogen war, ließen es die Eigentümer in der Zeit von 1978 bis 1981 sanieren, um es seit Abschluss der Arbeiten wieder als Familienwohnsitz zu nutzen. Die Vorburg ist teilweise zu Wohnungen umgebaut worden. Die übrigen Teile der Vorburg werden immer noch landwirtschaftlich genutzt.

## Persönlichkeiten
- Edmund Spieß von Büllesheim (1820–1904), Rittergutsbesitzer und Politiker, hier geboren